# Tit Pomponi Veiantà
Tit Pomponi Veiantà (llatí: Titus Pomponius Veiantanus) va ser un militar romà del segle iii aC. Formava part de la gens Pompònia, una gens romana d'origen plebeu.
Va ser comandant de part de les tropes aliades romanes al sud d'Itàlia el 213 aC durant la Segona Guerra Púnica. Va aventurar-se a atacar el general cartaginès Hannó i va ser derrotat i fet presoner. Anteriorment havia estat un publicà o gestor dels impostos indirectes, i tenia mala reputació per haver estafat tant a l'estat com als agricultors en l'exercici del seu ofici.